# Dreaming Out Loud
Dreaming Out Loud – debiutancki album amerykańskiego zespołu pop-rockowego OneRepublic. Po raz pierwszy album został wydany 20 listopada 2007 roku w USA i Nowej Zelandii, ale na rynku muzycznym ukazał się też w Australii (luty 2008), Wielkiej Brytanii i we Włoszech (marzec 2008) oraz Hiszpanii (kwiecień 2008). Producentem albumu jest Greg Wells, jednak kilka piosenek wyprodukował wokalista zespołu Ryan Tedder.
Album został wydany po sukcesie zremiksowanej wersji singla „Apologize”, wyprodukowanej przez Timbalanda. Piosenka zadebiutowała na drugim miejscu listy Billboard Hot 100 i zajęła pierwsze miejsce w szesnastu krajach świata. Drugi singel „Stop and Stare” również osiągnął duży sukces. Kolejnym singlami były piosenki „Say (All I Need)”, „Mercy” i „Come Home” z gościnnym udziałem Sary Bareilles.
Album odniósł duży sukces w wielu krajach świata, poprzez Australię, Kanadę, Niemcy czy Wielką Brytanię. W Stanach Zjednoczonych zajął czternaste miejsce na liście Billboard 200 oraz zdobył status złotej płyty przyznawanej przez RIAA.

## Lista utworów
| #   | Tytuł                 | Autorzy                                                           | #    |
| --- | --------------------- | ----------------------------------------------------------------- | ---- |
| 1.  | „Say (All I Need)”    | Drew Brown, Zach Filkins, Eddie Fisher, Brent Kutzle, Ryan Teeder | 3:50 |
| 2.  | „Mercy”               | Brown, Tedder                                                     | 4:00 |
| 3.  | „Stop and Stare”      | Brown, Filkins, Fisher, Tim Myers, Tedder                         | 3:43 |
| 4.  | „Apologize”           | Tedder                                                            | 3:28 |
| 5.  | „Goodbye, Apathy”     | Tedder                                                            | 3:32 |
| 6.  | „All Fall Down”       | Brown, Filkins, Fisher, Kutzle, Tedder                            | 4:04 |
| 7.  | „Tyrant”              | Brown, Filkins, Tedder                                            | 5:02 |
| 8.  | „Prodigal”            | Jerrod Bettis, Brown, Filkins, Myers, Tedder                      | 3:55 |
| 9.  | „Won't Stop"          | Brown, Filkins, Fisher, Kutzle, Tedder                            | 5:02 |
| 10. | „All We Are”          | Myers, Tedder                                                     | 4:28 |
| 11. | „Someone to Save You” | Fisher, Myers, Tedder                                             | 4:15 |
| 12. | „Come Home”           | Tedder                                                            | 4:24 |

Dodatkowe utwory
| #   | Tytuł                        | Info                                                       | #    |
| --- | ---------------------------- | ---------------------------------------------------------- | ---- |
| 13. | „Apologize (Remix)”          | Timbaland presents OneRepublic UK/US/Australia Bonus Track | 3:05 |
| 14. | „Something’s Not Right Here” | Circuit City/UK Bonus Track                                | 3:01 |
| 15. | „Hearing Voices”             | Target Bonus Track                                         | 3:55 |
| 16. | „Dreaming Out Loud”          | UK/Australia/Target Bonus Track                            | 4:39 |
| 17. | „Sleep (Remix)”              | CD Pass download bonus track                               | 5:56 |

iTunes bonus track
| #  | Tytuł                         | #    |
| -- | ----------------------------- | ---- |
| 1. | „Stop and Stare” (Live Video) | 3:31 |
| 2. | „Apologize” (Live Video)      | 3:39 |
| 3. | „All Fall Down” (Live Video)  | 4:15 |

## Personel
- Ryan Tedder – wokal, gitara rytmiczna, gitara akustyczna, fortepian, keyboard, tamburyn, djembe
- Zach Filkins – gitara prowadząca, altówka, gitara akustyczna, chórki
- Drew Brown – gitara rytmiczna, gitara akustyczna, keyboard, dzwonki, fortepian, tamburyn, chórki
- Eddie Fisher – perkusja, instrumenty perkusyjne
- Brent Kutzle – gitara basowa, wiolonczela, chórki

## Pozycje na listach
Notowania tygodniowe
| Notowanie (2007/2008)             | Najwyższa pozycja |
| --------------------------------- | ----------------- |
| Austria (Austrian Albums Chart)   | 14                |
| Australia (ARIA Charts)           | 4                 |
| Belgia (Walonia)                  | 98                |
| Czechy (Czech Albums Chart))      | 25                |
| Dania (Danish Album Chart)        | 3                 |
| Europa (European Top 100 Albums)  | 4                 |
| Francja (French Albums Chart)     | 76                |
| Hiszpania (Spanish Albums Chart)  | 55                |
| Holandia (Dutch Albums Chart)     | 71                |
| Irlandia (Irish Albums Chart)     | 4                 |
| Kanada (Canadian Albums Chart)    | 7                 |
| Niemcy (Media Control Charts)     | 7                 |
| Nowa Zelandia (RIANZ Album Chart) | 3                 |
| Polska (OLiS)                     | 32                |
| Szwajcaria (Swiss Albums Chart)   | 8                 |
| Szwecja (Swedish Albums Chart)    | 49                |
| Świat (Wold Albums Top 40)        | 10                |
| USA (Alternative Albums)          | 1                 |
| USA (Billboard 200)               | 14                |
| USA (Digital Albums)              | 30                |
| USA (Top Rock Albums)             | 8                 |
| Wielka Brytania (UK Albums Chart) | 2                 |
| Włochy (Italian Albums Chart[)    | 29                |

Notowania końcoworoczne
| Notowanie (2008)                | Pozycja |
| ------------------------------- | ------- |
| Austria (Austrian Albums Chart) | 50      |
| Niemcy (Media Control Charts)   | 29      |
| USA (Altervative Albums)        | 9       |
| USA (Billboard 200)             | 44      |
| USA (Digital Albums)            | 8       |
| USA (Rock Albums)               | 12      |

## Certyfikaty
| Kraj/region       | Wydawca | Certyfikat |
| ----------------- | ------- | ---------- |
| Austria           | IFPI    | Platyna    |
| Australia         | ARIA    | Złoto      |
| Dania             | IFPI    | Złoto      |
| Irlandia          | IRMA    | Platyna    |
| Kanada            | MC      | Złoto      |
| Niemcy            | BVMI    | Platyna    |
| Nowa Zelandia     | RMNZ    | Złoto      |
| Stany Zjednoczone | RIAA    | Złoto      |
| Szwajcaria        | IFPI    | Złoto      |
| Wielka Brytania   | BPI     | Platyna    |